# PHYSINT
『PHYSINT(仮)』(フィジント)は、コジマプロダクションよって制作、ソニー・インタラクティブエンタテインメント(SIE)により販売されるビデオゲーム。

## 概要
2024年2月1日、「State of Play」にて発表。2025年6月26日『DEATH STRANDING 2: ON THE BEACH』発売後、本作の本格的な開発が開始される。
コナミを退社し、独立した小島秀夫のもとに、「メタルギアのようなゲームを作ってほしい」というメッセージが日常的に寄せられていたことが、本作制作のきっかけとなった。当初は別の新規企画が進行していたが、小島は2020年に体調を大きく崩し、死を意識する経験を経たことで、ユーザーの声に答えるために企画の優先順位を変更した。
本作は、コジマプロダクションにとって『DEATH STRANDING』『OD』に続く、3つ目となるオリジナルIPとなり、「新世代のアクション・エスピオナージ・ゲーム」として位置付けられている。また、SIEとはメタルギアソリッド以降、約30年にわたりアクション・エスピオナージ作品を共に手がけてきた実績があり、本作もSIEの全面的な協力のもと制作が進められる。最先端のテクノロジーと世界中の才能を結集し、映画とゲームの垣根を超えた新たなインタラクティブ・エンターテインメントの創出を目指している。